# Centris euphenax
Centris euphenax är en biart som beskrevs av Cockerell 1913. Centris euphenax ingår i släktet Centris och familjen långtungebin. Inga underarter finns listade.